# Sabaria rondelaria
Sabaria rondelaria är en fjärilsart som beskrevs av Fabricius 1775. Sabaria rondelaria ingår i släktet Sabaria och familjen mätare. Inga underarter finns listade.